# Myrcia glaziovii
Myrcia glaziovii är en myrtenväxtart som beskrevs av Joáo Rodrigues de Mattos och Carlos Maria Diego Enrique Legrand. Myrcia glaziovii ingår i släktet Myrcia och familjen myrtenväxter. Inga underarter finns listade i Catalogue of Life.